# Compañía de fusileros guardabosques reales
La Compañía de fusileros guarda-bosque reales fue una compañía fija que se formó en virtud de Real Orden de 4 de agosto de 1761 dirigida al Capitán General de Cataluña, España. Con el fin de que sirviera en la custodia de los bosques reales.
En imitación de la compañía de la mariscalía de Francia, titulada de Cazas, y que tenía por objeto el servicio de policía y seguridad de la familia real cuando salía de la Corte a las posesiones de la Corona o partidas de caza, se mandó también en España crear una por la citada Orden anterior para custodia de los sitios y posesiones del Real Patrimonio, y subsistió con varias alteraciones hasta el año de 1836.

## Composición
- Un capitán
- Un teniente
- Dos subalternos
- Cuatro sargentos
- Doce cabos
- Un tambor
- Un pífano
- Ochenta y dos fusileros

## Vestuario
El vestuario era azul y divisa encarnada de hechura a la catalana, con gambeto y redecilla.

## Armamento
- Escopeta
- Pistolas
- Bayoneta

## Oficiales
Usaban de casaca y chupa de las mismas divisas y tenían Reales Despachos y los mismos sueldos que los de infantería en sus respectivas clases

## Objeto
El objeto de esta compañía era guardar los bosques reales, teniendo su cuartel en Aravaca y estaban repartidos en varios destacamentos y uno de ellos a cargo del oficial subalterno debía estar siempre donde se hallase la Corte.

## Servicio
- Custodia y guarda de los bosques y montes reales respecto a la caza, pesca, leña y sembrados
- Seguridad personal

## Mando
Esta tropa en el campo se hallaba a las órdenes del ballestero mayor del Rey o de sus sustituto, y fuera del campo sujeta al capitán con dependencia del ballestero mayor, en las propuestas, licencias, retiro y otras que dependieran del servicio.